# ZFP91
ZFP91‏ (ZFP91 zinc finger protein) هوَ بروتين يُشَفر بواسطة جين ZFP91 في الإنسان.